# Малая ретра
Малые ретры — три документа, предписывающих некоторые основы жизни и общества спартанцев. Достоверность Малых ретр вызывает споры[уточнить]. О них сообщает только один, и притом поздний автор — Плутарх. Согласно Плутарху, авторство «этих трёх ретр» принадлежит Ликургу. Также существует версия о том, что их автором мог быть спартанский законодатель Хилон.

## История
По мнению Л. Г. Печатновой, Малые ретры были изданы не ранее сер. VI в. до н. э. Они не имели пророческой формы оракула, в отличие от Большой ретры, а скорее были похожи на рескрипты эфоров, обладающей всей полнотой власти для эффективного контроля над обществом. Название «ретра», скорее всего, были отсылкой к традиционности и консерватизму спартанцев, и новые преобразования в виде Малых ретр проводились под видом реставрации древнего права, чтобы придать большей легитимности.

## Основные принципы
Плутарх пишет о том, что «в этих трёх ретрах» (ἐν ταῖς τρισὶ ῥήτραις) отражены следующие нормы:
«Итак, одна из ретр, как уже сказано, гласила, что писаные законы не нужны. Другая, опять-таки направленная против роскоши, требовала, чтобы в каждом доме кровля была сделана при помощи только топора, а двери — одной лишь пилы, без применения хотя бы еще одного инструмента...

Третья ретра Ликурга, о которой упоминают писатели, запрещает вести войну постоянно с одним и тем же противником, чтобы тот, привыкнув отражать нападения, и сам не сделался воинственным…».
Первая из Малых ретр, запрещавшая письменные законы, могла предупреждать кодификацию права в Спарте. Спартанская элита могла считать, что это приведет к демократизации общества. В этом были заинтересованы прежде всего геронты и эфоры, которым принадлежала высшая судебная власть в Спарте. Это укрепляло олигархические тенденции развития.
Вторая Малая ретра свидетельствует о унификации сфер жизни в Спарте, в том числе и в домостроительстве. Вторая Малая ретра типологически была близка к целой серии римских законов, направленных против роскоши, и имела ту же самую цель: была направлена на установление социального мира. Скорее всего, это предписание было непосредственно обращено к царям и их ближайшему окружению: Ксенофонт с удивлением отмечал простоту старинных дверей в царском доме Спарты. Х. ван Веес считает этот закон очень древним: ограничение использования инструментов, а не денежных трат, говорит о том, что он появился ещё до появления в Спарте денег.
Третья Малая ретра вводила запрет на ведение войны постоянно с одним и тем же противником. Этот запрет мог быть первым шагом эфоров к ограничению военной власти царей: возможно, это ограничение военной власти царей было введено после нескольких неудачных походов спартанской армии против Аргоса. По мнению Л. Печатновой, причина подобной новации была связала с появлением нового направления в спартанской внешней политике: Спарта к середине VI в до н. э. отказалась от безудержной военной экспансии и насильственного порабощения соседних народов, и перешла к более гибкой и перспективной политике — организации межполисных объединений.